# Diecezja Wuzhou
Diecezja Wuzhou (łac. Dioecesis Uceuvensis chiń. 天主教梧州教区) – rzymskokatolicka diecezja ze stolicą w Wuzhou w regionie autonomicznym Kuangsi-Czuang, w Chińskiej Republice Ludowej. Biskupstwo jest sufraganią archidiecezji nannińskiej.

## Historia
30 czerwca 1930 papież Pius XI brewe Delegatus Apostolicus erygował misję sui iuris Wuzhou. Dotychczas wierni z tych terenów należeli do wikariatu apostolskiego Nanningu (obecnie archidiecezja nannińska).
10 grudnia 1934 misja sui iuris Wuzhou została podniesiona do rangi prefektury apostolskiej.
9 lutego 1938 odłączono prefekturę apostolską Guilin.
20 lipca 1939 prefektura apostolska Wuzhou została podniesiona do rangi wikariatu apostolskiego.
W wyniku reorganizacji chińskich struktur kościelnych dokonanej przez papieża Piusa XII 11 kwietnia 1946 wikariat apostolski Wuzhou podniesiono do godności diecezji.
Z 1950 pochodzą ostatnie pełne, oficjalne kościelne statystyki. Diecezja Wuzhou liczyła wtedy:
- 19 871 wiernych (0,6% społeczeństwa)
- 2 księży diecezjalnych
- 17 sióstr zakonnych
- 17 parafii.

Od zwycięstwa komunistów w chińskiej wojnie domowej w 1949 diecezja, podobnie jak cały prześladowany Kościół katolicki w Chinach, nie może normalnie działać. Bp Frederic Anthony Donaghy MM został aresztowany w 1950 i wydalony z Chin z 1955.
Pierwszy znany biskup Wuzhou z Kościoła podziemnego (wiernego papieżowi) Benedict Cai Xiufeng (pontyfikat 1993 - 2007) po aresztowaniu bp Donaghy został administratorem diecezji. Jako kapłan spędził w komunistycznych więzieniach 22 lata (1956 - 1978). W opozycji do niego władze mianowały antybiskupa.
W 2003 chińskie władze połączyły w jedną diecezję wszystkie kościelne jednostki w Regionie Autonomicznym Kuangsi-Czuang. Diecezja ta została nazwana Kuangsi. W jej skład włączono również diecezję Wuzhou. Zostało to dokonane bez mandatu Stolicy Świętej, więc z kościelnego punktu widzenia działania te były nielegalne.
W 2007 prowadzona przez podziemnego biskupa diecezja Wuzhou liczyła 20 000 katolików, 4 kapłanów, 26 sióstr zakonnych i 5 seminarzystów.

## Ordynariusze
- Bernard Francis Mayer MM[4] (1931 - 1934 superior, 1934 - 1939 prefekt apostolski)
- Frederic Anthony Donaghy MM[4] (1939 - 1946 wikariusz apostolski, 1946 - 1983 biskup) de facto aresztowany w 1950 i wydalony z komunistycznych Chin w 1955, nie miał po tym czasie realnej władzy w diecezji
  - Benedict Cai Xiufeng (1950 - 1993) administrator diecezjalny; de facto w latach 1956 - 1978 przebywał w więzieniu i nie miał realnej władzy w diecezji[1]
- sede vacante (być może urząd sprawował biskup(i) Kościoła podziemnego) (1983 - 1993)
- Benedict Cai Xiufeng (1993[5] - 2007)[3]
- sede vacante (być może urząd sprawuje biskup Kościoła podziemnego) (2007 - nadal)

### Antybiskupi
Ordynariusze mianowani przez Patriotyczne Stowarzyszenie Katolików Chińskich nieposiadający mandatu papieskiego:
- Joseph Tan Yanquan (? - 2003) następnie mianowany biskupem Kuangsi[3]